# Marcos Antônio de Araújo e Abreu
Marcos Antônio de Araújo e Abreu, segundo barão de Itajubá, (Hamburgo, ? — Berlim, 3 de novembro de 1897) foi um diplomata brasileiro.

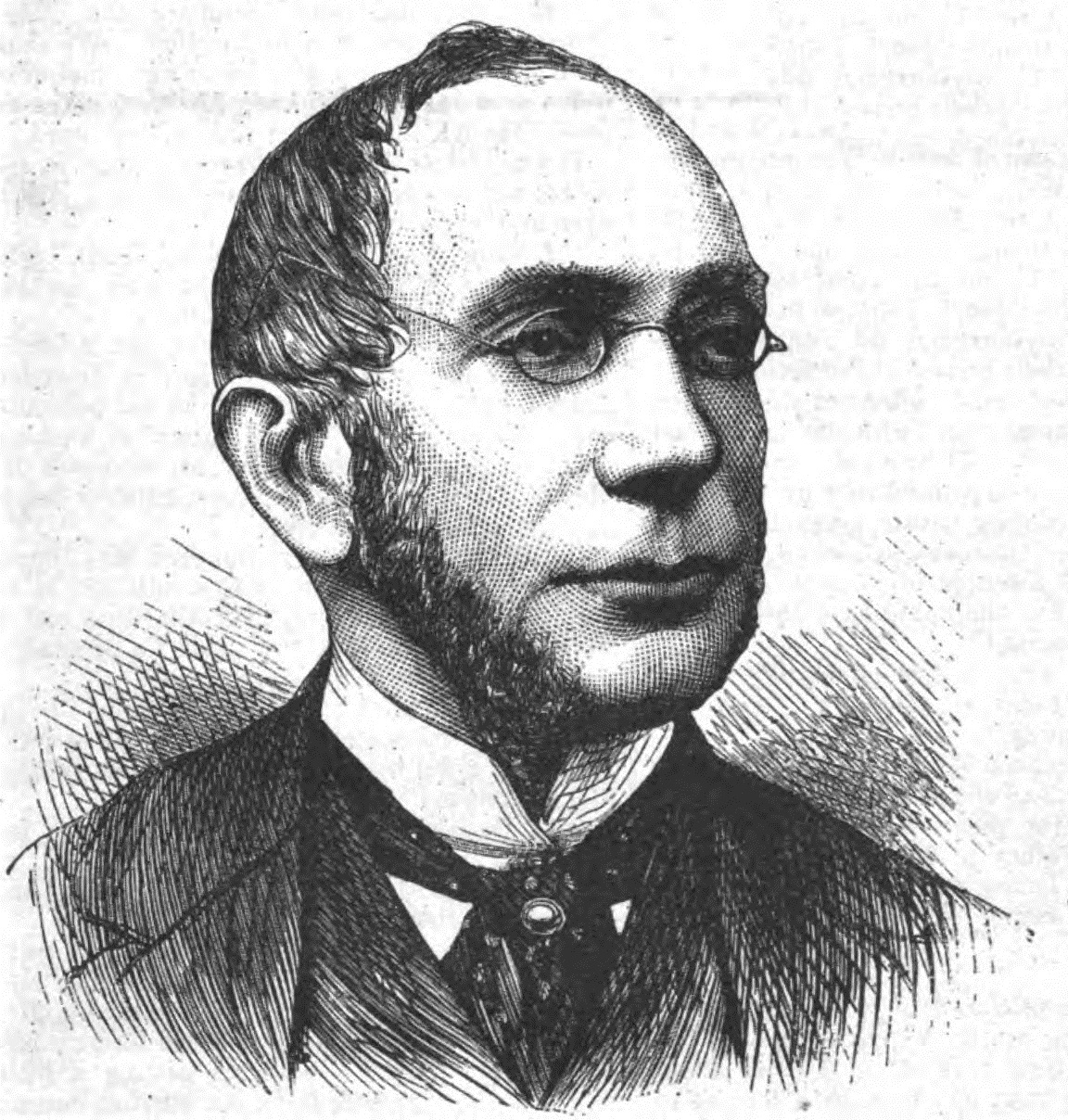
Barão do Itajubá.

Filho do visconde de Itajubá e de Maria Cristina Josefina Adele Vaugbelle, nasceu na Alemanha enquanto seu pai lá servia como diplomata. Casou com Maria Elisa Pereira da Silva, filha do João Manuel Pereira da Silva.
Entrou na carreira diplomática em 1866, no mesmo ano servindo na Rússia como adido. Representou o Brasil em diversos países da Europa, tendo recebido inúmeras condecorações, entre elas a Legião de honra da França.
Agraciado barão em 10 de novembro de 1883, também agraciado oficial da Imperial Ordem da Rosa, comendador da Legião de Honra da França, entre outras condecorações.
Faleceu enquanto ministro do Brasil junto a corte do imperador Guilherme II da Alemanha.